# Mohamed Ali Camara
Mohamed Ali Camara (Kérouané, 28 augustus 1997) is een Guinees voetballer die doorgaans speelt als centrale verdediger. In juli 2025 verruilde hij Young Boys voor Maccabi Tel Aviv. Camara maakte in 2018 zijn debuut in het Guinees voetbalelftal.

## Clubcarrière
Camara speelde voor Horoya en die club verhuurde hem aan Hafia. In juli 2017 tekende hij voor vijf seizoenen bij Hapoel Ra'anana. Zijn debuut in Israël maakte de verdediger op 19 augustus 2017, toen met 0–0 gelijkgespeeld werd tegen Hapoel Ironi Kiryat Shmona. Camara mocht in de basis beginnen en hij speelde het gehele duel mee. Zeven dagen later speelde Hapoel Ra'anana op bezoek bij Hapoel Bnei Sachnin. Tijdens deze wedstrijd wist Camara voor het eerst tot scoren te komen. Ondanks zijn doelpunt werd het wel 2–1 voor de thuisploeg. In de zomer van 2018 maakte de Guinees voor circa anderhalf miljoen euro de overstap naar Young Boys, waar hij zijn handtekening zette onder een verbintenis voor de duur van vier seizoenen. In de zomer van 2023 werd zijn contract opengebroken en met twee seizoenen verlengd.
Voor circa vijfhonderdduizend euro keerde Camara in juli 2025 terug naar Israël, waar hij een contract voor drie seizoenen tekende bij Maccabi Tel Aviv, met een optie op een jaar extra.

## Clubstatistieken
| Seizoen | Club             | Competitie   | Competitie | Competitie | Beker | Beker | Internationaal | Internationaal | Totaal | Totaal |
| Seizoen | Club             | Competitie   | Wed.       | Dlp.       | Wed.  | Dlp.  | Wed.           | Dlp.           | Wed.   | Dlp.   |
| ------- | ---------------- | ------------ | ---------- | ---------- | ----- | ----- | -------------- | -------------- | ------ | ------ |
| 2017/18 | Hapoel Ra'anana  | Ligat Ha'Al  | 29         | 3          | 9     | 1     | —              | —              | 38     | 4      |
| 2018/19 | Young Boys       | Super League | 14         | 2          | 3     | 1     | 4              | 0              | 21     | 3      |
| 2019/20 | Young Boys       | Super League | 9          | 1          | 2     | 0     | —              | —              | 11     | 1      |
| 2020/21 | Young Boys       | Super League | 29         | 0          | 1     | 0     | 9              | 0              | 39     | 0      |
| 2021/22 | Young Boys       | Super League | 22         | 2          | 2     | 0     | 10             | 0              | 34     | 2      |
| 2022/23 | Young Boys       | Super League | 12         | 0          | 2     | 0     | 5              | 0              | 18     | 0      |
| 2023/24 | Young Boys       | Super League | 29         | 1          | 2     | 0     | 8              | 0              | 39     | 1      |
| 2024/25 | Young Boys       | Super League | 18         | 0          | 2     | 0     | 8              | 0              | 28     | 0      |
| 2025/26 | Maccabi Tel Aviv | Ligat Ha'Al  | 0          | 0          | 0     | 0     | —              | —              | 0      | 0      |
| Totaal  | Totaal           | Totaal       | 162        | 9          | 23    | 2     | 44             | 0              | 229    | 11     |

Bijgewerkt op 22 juli 2025.

## Interlandcarrière
Camara maakte zijn debuut in het Guinees voetbalelftal op 24 maart 2018, toen met 2–0 verloren werd van Mauritanië door doelpunten van Hacen Moctar El Ide en Ely Cheikh Voulany. Camara mocht van bondscoach Paul Put in de basis beginnen en hij speelde het gehele duel mee.
In december 2021 werd Camara door bondscoach Kaba Diawara opgenomen in de selectie van Guinee voor het uitgestelde AK 2021. Guinee werd in de achtste finales uitgeschakeld door Gambia. Camara speelde in alle wedstrijden van zijn land mee. Zijn toenmalige teamgenoot Nicolas Moumi Ngamaleu (Kameroen) was ook actief op het toernooi.
Hij werd in december 2023 door Diawara opgenomen in zijn selectie voor het uitgestelde AK 2023. In de groepsfase werd gelijkgespeeld tegen Kameroen (1–1), gewonnen van Gambia (1–0) en verloren van Senegal (0–2), waarna Equatoriaal Guinee met 0–1 verslagen werd. Congo-Kinshasa was in de kwartfinales met 3–1 te sterk. Camara speelde alleen tegen Senegal. Zijn toenmalige clubgenoten Saidy Janko, Ebrima Colley (beiden Gambia), Meschak Elia (Congo-Kinshasa) en Miguel Chaiwa (Zambia) waren ook actief op het toernooi.
| Interlands van Mohamed Ali Camara voor Guinee | Interlands van Mohamed Ali Camara voor Guinee | Interlands van Mohamed Ali Camara voor Guinee | Interlands van Mohamed Ali Camara voor Guinee | Interlands van Mohamed Ali Camara voor Guinee | Interlands van Mohamed Ali Camara voor Guinee | Interlands van Mohamed Ali Camara voor Guinee |
| №                                             | Datum                                         | Wedstrijd                                     | Uitslag                                       | Competitie                                    | Goals                                         |                                               |
| Als speler bij Hapoel Ra'anana                | Als speler bij Hapoel Ra'anana                | Als speler bij Hapoel Ra'anana                | Als speler bij Hapoel Ra'anana                | Als speler bij Hapoel Ra'anana                | Als speler bij Hapoel Ra'anana                | Als speler bij Hapoel Ra'anana                |
| --------------------------------------------- | --------------------------------------------- | --------------------------------------------- | --------------------------------------------- | --------------------------------------------- | --------------------------------------------- | --------------------------------------------- |
| 1                                             | 24 maart 2018                                 | Mauritanië – Guinee                           | 2 – 0                                         | Vriendschappelijk                             |                                               |                                               |
| Als speler bij Young Boys                     |                                               |                                               |                                               |                                               |                                               |                                               |
| 2                                             | 24 maart 2019                                 | Centraal-Afrikaanse Republiek – Guinee        | 0 – 0                                         | AK 2019 kwalificatie                          |                                               |                                               |
| 3                                             | 10 oktober 2020                               | Kaapverdië – Guinee                           | 1 – 2                                         | Vriendschappelijk                             |                                               |                                               |
| 4                                             | 24 maart 2021                                 | Guinee – Mali                                 | 1 – 0                                         | AK 2021 kwalificatie                          |                                               |                                               |
| 5                                             | 31 mei 2021                                   | Turkije – Guinee                              | 0 – 0                                         | Vriendschappelijk                             |                                               |                                               |
| 6                                             | 8 juni 2021                                   | Kosovo – Guinee                               | 1 – 2                                         | Vriendschappelijk                             |                                               |                                               |
| 7                                             | 1 september 2021                              | Guinee-Bissau – Guinee                        | 1 – 1                                         | WK 2022 kwalificatie                          |                                               |                                               |
| 8                                             | 6 oktober 2021                                | Soedan – Guinee                               | 1 – 1                                         | WK 2022 kwalificatie                          |                                               |                                               |
| 9                                             | 9 oktober 2021                                | Guinee – Soedan                               | 2 – 2                                         | WK 2022 kwalificatie                          |                                               |                                               |
| 10                                            | 12 oktober 2021                               | Guinee – Marokko                              | 1 – 4                                         | WK 2022 kwalificatie                          |                                               |                                               |
| 11                                            | 3 januari 2022                                | Rwanda – Guinee                               | 3 – 0                                         | Vriendschappelijk                             |                                               |                                               |
| 12                                            | 6 januari 2022                                | Rwanda – Guinee                               | 0 – 2                                         | Vriendschappelijk                             |                                               |                                               |
| 13                                            | 10 januari 2022                               | Guinee – Malawi                               | 1 – 0                                         | AK 2021                                       |                                               |                                               |
| 14                                            | 14 januari 2022                               | Senegal – Guinee                              | 0 – 0                                         | AK 2021                                       |                                               |                                               |
| 15                                            | 18 januari 2022                               | Zimbabwe – Guinee                             | 2 – 1                                         | AK 2021                                       |                                               |                                               |
| 16                                            | 24 januari 2022                               | Guinee – Gambia                               | 0 – 1                                         | AK 2021                                       |                                               |                                               |
| 17                                            | 9 juni 2022                                   | Guinee – Malawi                               | 1 – 0                                         | AK 2023 kwalificatie                          |                                               |                                               |
| 18                                            | 23 september 2022                             | Algerije – Guinee                             | 1 – 0                                         | Vriendschappelijk                             |                                               |                                               |
| 19                                            | 27 september 2022                             | Ivoorkust – Guinee                            | 3 – 1                                         | Vriendschappelijk                             |                                               |                                               |
| 20                                            | 14 juni 2023                                  | Guinee – Egypte                               | 1 – 2                                         | AK 2023 kwalificatie                          |                                               |                                               |
| 21                                            | 9 september 2023                              | Malawi – Guinee                               | 2 – 2                                         | AK 2023 kwalificatie                          |                                               |                                               |
| 22                                            | 23 januari 2024                               | Guinee – Senegal                              | 0 – 2                                         | AK 2023                                       |                                               |                                               |
| 23                                            | 6 september 2024                              | Congo-Kinshasa – Guinee                       | 1 – 0                                         | AK 2025 kwalificatie                          |                                               |                                               |
| 24                                            | 10 september 2024                             | Guinee – Tanzania                             | 1 – 2                                         | AK 2025 kwalificatie                          |                                               |                                               |
| 25                                            | 21 maart 2025                                 | Guinee – Somalië                              | 0 – 0                                         | WK 2026 kwalificatie                          |                                               |                                               |
| 26                                            | 25 maart 2025                                 | Oeganda – Guinee                              | 1 – 0                                         | WK 2026 kwalificatie                          |                                               |                                               |

Bijgewerkt op 22 juli 2025.

## Erelijst
| Super League    | 5 | 2018/19, 2019/20, 2020/21, 2022/23, 2023/24 |
| Schweizer Pokal | 2 | 2019/20, 2022/23                            |